# Cuérigo
Cuérigo (asturisch Cuergo) ist eines von 18 Parroquias in der Gemeinde Aller der autonomen Gemeinschaft Asturien in Spanien.

## Geographie
Cuérigo ist ein Parroquia mit 65 Einwohnern (2011) und eine Grundfläche von 3,90 km². Es liegt auf 535 msnm Höhe. Die nächste größere Ortschaft ist Cabañaquinta, der 7,5 km entfernte Hauptort der Gemeinde Aller.

## Klima
Angenehm milde Sommer mit ebenfalls milden, selten strengen Wintern. In den Hochlagen können die Winter durchaus streng werden.

## Sehenswürdigkeiten
- "Heimatmuseum" mit Küche und Ambiente (Cocina Museu C'alxabú).